# وحدانية (ألبوم)
وحدانية هو ألبوم غنائي تم طرحه عام 1999 للمطربة المصرية أنغام علي سليمان، ومن إنتاج شركة صوت القاهرة للصوتيات والمرئيات.

## عن الألبوم
الألبوم مكون من 10 أغاني ومن كلمات كل من عصام عبد الله وبهاء الدين محمد وجمال بخيت وناصر رشوان، ومن توزيع كل من فهد محمد الشلبي وميكا وطارق عاكف وهشام الباز وأمير عبد المجيد وأشرف محروس ويحيى الموجي

## الأغاني
- وحدانية
- بعتلي نظرة
- مافهمتنيش
- الدنيا دروب
- ساعدني وأساعدك
- إلقالك حد
- بتحبها والّا؟
- بافكر فيك
- زيك مافيش

## روابط خارجية
- معلومات عن الألبوم على موقع Discogs